# Wiencourt-l'Équipée
Wiencourt-l'Équipée es una comuna francesa situada en el departamento de Somme, en la región de Alta Francia.

## Demografía
| 249 | 238 | 234 | 190 | 199 | 205 | 252 |
| Para los censos de 1962 a 1999 la población legal corresponde a la población sin duplicidades (Fuente: INSEE [Consultar]) |     |     |     |     |     |     |